# Solventil
Solventil, teknisk anordning som automatiskt tänder respektive släcker gasljuset i en AGA-fyr beroende på det omgivande ljuset.
Solventilen uppfanns av Gustaf Dalén och 1912 erhöll han Nobelpriset för denna uppfinning. Denna uppfinning är kärnan i den så kallade AGA-fyren som kom att göra många fyrvaktare arbetslösa under 1900-talets början. Tack vare dess förbättrade bränsleekonomi möjliggjordes också installation av automatiska fyrar på många svårtillgängliga platser.

## Funktion

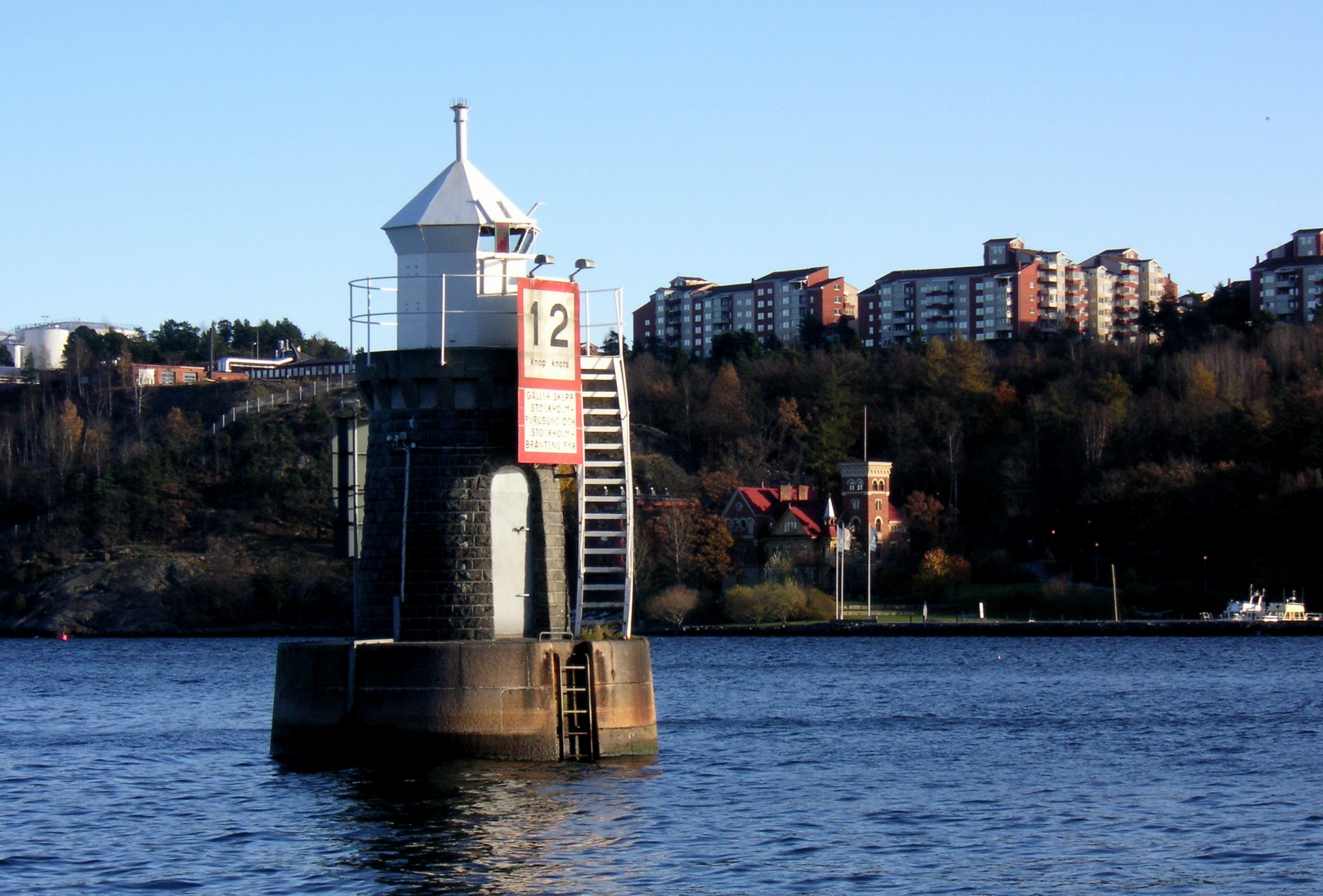
Blockhusuddens fyr år 2007

Solventilen innehåller tre blanka metall-stavar och en matt-svärtad stav. Eftersom en svart yta absorberar värme bättre än en ljus, blir den svärtade staven varmare under dagsljusets inverkan. Då den svärtade staven blir varm utvidgas den, blir längre, och når då en ventilarm som tätar ett gasmunstycke. När det blir mörkare krymper den svärtade staven något och ventilarmen öppnar gasmunstycket igen. Det gasdrivna huvudljuset återtänds av en mindre evighetslåga och är alltså påslagen endast då det behövs som bäst. Solventilen gjorde många fyrvaktare arbetslösa, mängder av gas sparades och uppfinningen spreds världen över. År 1912 blev Blockhusuddens fyr i hamninloppet till Stockholm först i världen med solventil. När den 1980 elektrifierades konstaterade man att ventilen aldrig någonsin krävt reparation.